# Maurits Leon

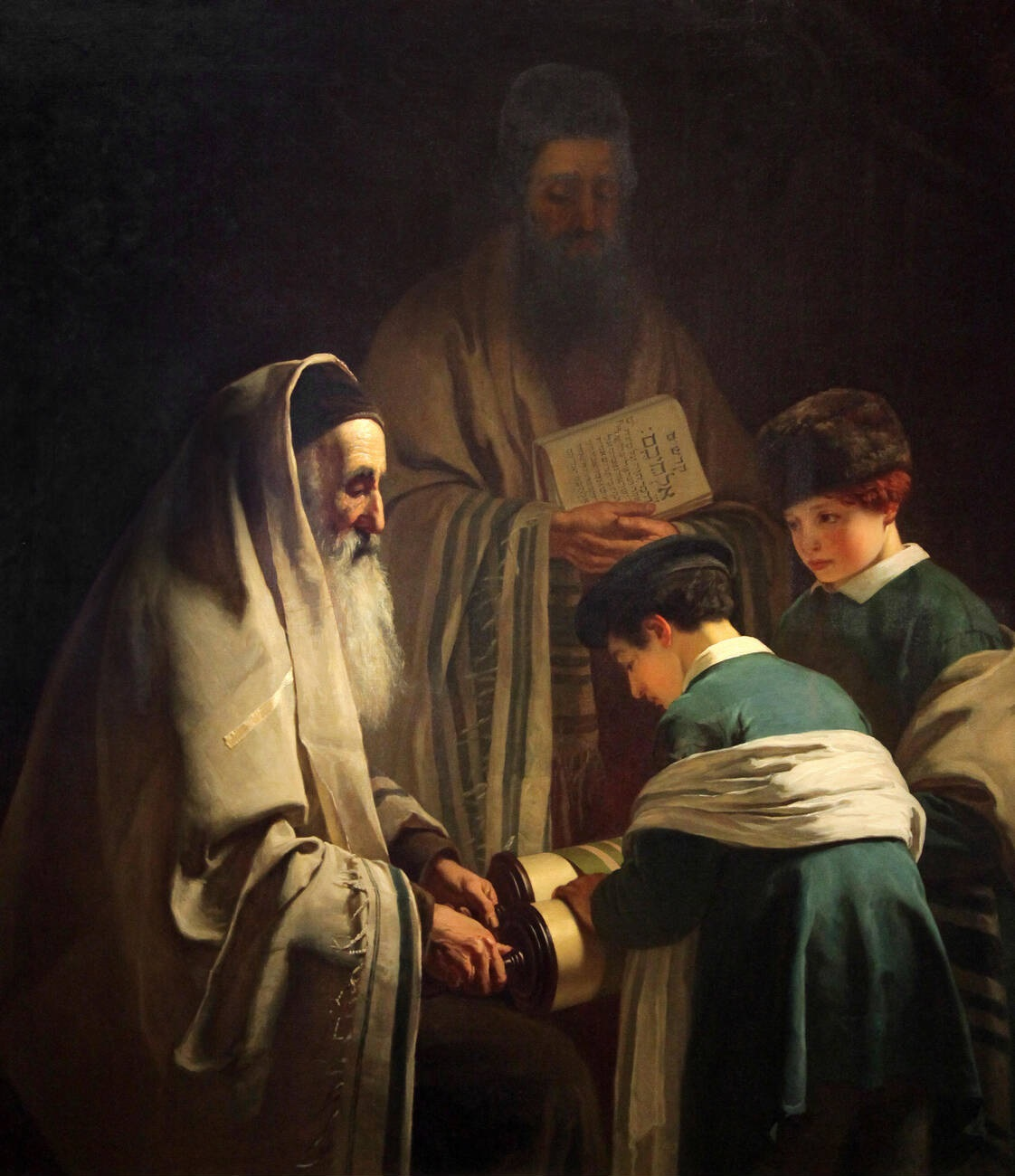
Auflösung der Heiligen Schriftrolle des Gesetzes

Maurits Leon (* 10. April 1838 in Den Haag; † 7. Oktober 1865 ebenda) war ein niederländischer Historien- und Genremaler.
Leon studierte von 1853 bis 1854 an der Koninklijke Academie van Beeldende Kunsten in Den Haag unter der Leitung von Bartholomeus Johannes van Hove, Hubertus van Hove, David Bles und Petrus Franciscus Greive.
Er beschäftigte sich mit der Genremalerei, insbesondere von Motiven aus dem jüdischen Kult.
1859 besuchte er Antwerpen, von 1860 bis 1865 wohnte er in Amsterdam, 1865 kehrte nach Den Haag zurück. Auf der Amsterdamer Ausstellung 1865 gewann er eine Goldmedaille für seine „Auflösung der Heiligen Schriftrolle des Gesetzes“.
Er nahm ab 1859 an Ausstellungen in Den Haag und Leeuwarden teil.
Maurits Leon starb im Alter von 27 Jahren.